# Freedom Call (álbum de Angra)
Freedom Call es un EP publicado por la banda brasileña Angra en 1996.

## Lista de canciones
La versión original contiene seis canciones, mientras que el relanzamiento de 1999 publicado por la discográfica Century Media tiene nueve.

### Versión Original
1. «Freedom Call» (Loureiro/Matos)- 5:08
2. «Queen of the Night» (Bittencourt) (Versión remixada) - 4:38
3. «Reaching Horizons» (Bittencourt)- 5:08
4. «Stand Away» (Bittencourt) (Versión orquestal) - 4:38
5. «Painkiller» (Cover de Judas Priest) (Versión remixada) - 6:05
6. «Deep Blue» (Matos)(Versión editada) - 3:57

### Relanzamiento
1. «Freedom Call» (Loureiro/Matos)- 5:08
2. «Queen of the Night» (Bittencourt) (Versión remixada) - 4:38
3. «Reaching Horizons» (Bittencourt)- 5:08
4. «Stand Away» (Bittencourt) (Versión orquestal) - 4:38
5. «Painkiller» (Cover de Judas Priest) (Versión remixada) - 6:05
6. «Deep Blue» (Matos)(Versión editada) - 3:57
7. «Angels Cry» (Bittencourt/Matos) (Versión acústica en vivo) - 9:54
8. «Chega De Saudade» - (Versión acústica en vivo en FNAC) - 2:55
9. «Never Understand» (Bittencourt/Matos)(Versión acústica en vivo) - 6:22

## Formación
- Angra - Arreglo
- Rafael Bittencourt - Guitarra.
- Ricardo Confessori - Batería.
- Kiko Loureiro - Guitarra.
- Luís Mariutti - Bajo.
- Andre Matos - Voces, piano, teclados y arreglos.
- Sascha Paeth - Arreglos, Teclados, Programación, Producción e Ingeniero.
- Alberto Torquato - Diseño de la carátula y concepto del diseño.